# Robinson 2020
Robinson 2020, även kallad Robinson Fiji, var den 19:e säsongen av svenska Expedition Robinson. Säsongen spelades in på Fijiöarna. Säsongen började sändas den 15 mars 2020 på TV4 och avslutades den 24 maj 2020 och var den tionde säsongen producerad av TV4. Programledare var Anders Öfvergård. Säsongen sändes som 51 avsnitt: 40 halvtimmesavsnitt varje vecka från måndag till och med torsdag och som 11 entimmesavsnitt på söndagar. Mitt i säsongen tillkom den parallella serien "Robinson - Gränslandet" där personer som åkt ur gavs en chans att komma in i tävlingen igen. Denna serie publicerades dagligen som totalt 19 enskilda avsnitt på max 20 minuter på TV4 Play och C Mores streamingtjänst från söndag till torsdag varje vecka och på söndagar som ett sammanslaget entimmesavsnitt på TV4 innan Robinson. Vinnare blev Michael Björklund som fick 500 000 kr.

## Deltagare
Nedan listas samtliga deltagare i Robinson 2020 och deras ordinarie lag. Tävlingen bestod av två lag: lag Nord (de gula) och lag Syd (de röda). Tävlingen startade som 20 deltagare indelade i dessa lag tills tre jokrar tillkom (Christoffer, Clara och Jani). Pia är hittills den äldsta kvinnliga deltagaren i svenska Robinsons historia med sina 69 år och slog Hildegard Krebbs rekord från 2000 på 61 år. Hon är också den näst äldsta deltagaren i historien, efter Richard la Roche från 2018 som var 70 år. Totalt deltog 23 personer i säsongen. Snittåldern var 38 år.
| Namn                            | Ålder | Stad        | Yrke                        | Personlig sak           | Lag           | Slutplacering |
| ------------------------------- | ----- | ----------- | --------------------------- | ----------------------- | ------------- | ------------- |
| Eva Sjöholm                     | 30    | Bromma      | Personlig tränare           | Yogamatta               | Syd           | 23            |
| Cissi Wallin Nilsson            | 21    | Vallentuna  | Singer/songwriter           | Rep                     | Syd           | 22            |
| Linn Fagerholm                  | 28    | Tyresö      | Student                     | Anteckningsbok          | Nord          | 21            |
| Angelica Sanchez                | 44    | Stockholm   | Säljcoach                   | Sarong                  | Nord          | 20            |
| Mohammad Hassan "Hasse" Al-Naib | 33    | Malmö       | Flygtekniker                | Ficklampa               | Nord          | 19            |
| Pia Åkerman                     | 69    | Visby       | Massageterapeut             | Hårbalsam               | Nord          | 18            |
| Ola Helt                        | 55    | Jönköping   | Friskvårdsentreprenör       | Tandtråd                | Nord          | 17            |
| Raymond Ahlgren                 | 52    | Stockholm   | Ledarskapscoach             | Cyklop & snorkel        | Syd           | 16            |
| Nina Ekstrand                   | 46    | Täby        | Skönhetsterapeut            | Tandborste              | Syd           | 15            |
| Cruise Ferreira                 | 22    | Västerås    | Kock                        | Munspel                 | Syd           | 14            |
| Josefina Liljedahl              | 38    | Halmstad    | Polis                       | Kortlek                 | Syd           | 13            |
| Katarina Billman                | 60    | Stockholm   | Psykolog                    | Anteckningsbok          | Syd           | 12            |
| Jonas Carlsson                  | 37    | Stockholm   | Personlig tränare           | Cyklop                  | Nord          | 11            |
| Ragnar Westberg Martinez        | 21    | Mellansel   | Dansare                     | Engångskamera           | Nord          | 10            |
| Fabian Thingwall                | 35    | Stockholm   | Läkare                      | Öronproppar             | Syd           | 9             |
| Jani Jokinen                    | 36    | Motala      | Student                     | Gjutjärnspanna          | Utmanare/Nord | 8             |
| Julia Franzén                   | 29    | Los Angeles | Livscoach/Personlig tränare | Dagbok & penna          | Nord          | 7             |
| Kristove Rueda                  | 46    | Kisa        | Hypnotisör                  | Moralförstärkande foton | Nord          | 6             |
| Mattias Pettersson              | 50    | Motala      | Säljare                     | Tandkräm                | Syd           | 5             |
| Christoffer Willén              | 28    | Stockholm   | Skådespelare                | Cyklop & snorkel        | Utmanare/Syd  | 4             |
| Priya Svang                     | 26    | Mölndal     | Föreskolelärare             | Tandborste              | Nord          | 3             |
| Clara Henry                     | 25    | Stockholm   | Mediaprofil                 | Anteckningsbok          | Utmanare/Syd  | 2             |
| Michael Björklund               | 44    | Åland       | Kock                        | Schackspel              | Syd           | 1             |

## Upplägg
Tävlingen startade med 20 deltagare indelade i två lag: lag Nord och lag Syd. Deltagarna spenderade upp till 6 veckor på ön. Lagen ställdes mot varandra i Robinsontävlingar och pristävlingar. Robinsontävlingarna avgjorde vilket lag som skulle hamna i ö-råd och därmed tvingades rösta ut en deltagare ur sitt lag. Deltagarna i det lag som förlorade Robinsontävlingen ställdes i en immunitetstävling för att avgöra vem som skulle vara immun i ö-rådet. De som åkte ut gav ut en svart hand som gav någon lagkamrat en extra röst i nästa ö-råd. Det tillkom även en vit hand för befälhavaren i maktens boning som gjorde en deltagare immun. Dessa delades även ut i en pristävling. I ö-råden röstade deltagarna på den person de ville skulle åka ut ur Robinson, och den som fick flest röster tvingades lämna, vid oavgjort avgjorde en duell. Till slut var det bara tre deltagare kvar som gjorde upp om segern i en rad uppgifter på en stor brygga över vatten. Vinnaren, Michael Björklund, fick 500 000 kr.